# Dioclea ruddiae
Dioclea ruddiae är en ärtväxtart som beskrevs av R.H.Maxwell. Dioclea ruddiae ingår i släktet Dioclea och familjen ärtväxter. Inga underarter finns listade i Catalogue of Life.